# Joachim Ziegler
Joachim Ziegler (2 de octubre de 1904 - 2 de mayo de 1945) fue un comandante de alto rango en las Waffen-SS de la Alemania Nazi durante la II Guerra Mundial. Fue comandante de la División SS Nordland, y fue condecorado con la Cruz de Caballero de la Cruz de Hierro con Hojas de Roble.

## Carrera
Ziegler recibió la Cruz española por su participación en la guerra civil española, luchando en la Legión Cóndor. En 1939 sirvió como adjunto de la 3.ª Brigada Panzer y el 23 de septiembre de 1939 recibió la Cruz de Hierro de segunda clase, a lo que siguió la primera clase el 28 de junio de 1940. El 14 de marzo de 1943 fue promovido a Oberst y sirvió en el Estado Mayor del XXXXII Cuerpo de Ejército. Le fue concedida la Cruz Alemana en Oro el 15 de marzo de 1943 y posteriormente fue invitado por la Wehrmacht a una posición de mando en las Waffen-SS. Su número de carnet en las SS era el 491.403. Desde el 20 de junio de 1943 Ziegler fue jefe de Estado Mayor del III Cuerpo Panzer SS (Germánico), y en noviembre de 1943 se le dio permiso para llevar el uniforme de las SS durante la duración de su mando.
Cuando Fritz von Scholz murió en combate el 28 de julio de 1944, se le pidió que asumiera el mando de la 11.ª División de Voluntarios SS Nordland. El 5 de septiembre de 1944 se le concedió la Cruz de Caballero por la conducta de la división en acción, a lo que siguieron las Hojas de Roble en abril de 1945. La división se retiró a lo que se conoció como bolsa de Curlandia. Las fuerzas soviéticas lanzaron importantes ofensivas contra unidades alemanas ahí. Desde finales de octubre hasta diciembre de 1944, la Nordland permaneció en la bolsa; para principios de diciembre la fuerza divisional había bajado a 9000 hombres. En enero de 1945, se le ordenó a la división que se dirigiera al puerto báltico de Libau, donde fue evacuada por mar.
Durante la batalla de Berlín, la división Nordland estuvo posicionada en el sureste de la ciudad y al este del Aeropuerto de Tempelhof. El 25 de abril de 1945, el SS-Brigadeführer Gustav Krukenberg fue nombrado comandante de la Defensa del Sector C (Berlín), que incluía la División Nordland. Ziegler fue relevado de su mando el mismo día. La razón exacta por la transferencia del mando no se sabe claramente. Fue solicitada por el General Helmuth Weidling, comandante de la Defensa del Área de Berlín.
Después de la muerte de Hitler el 30 de abril, Krukenberg reunió la mayor parte de su escolta compuesta por voluntarios franceses de la División SS "Charlemagne" para la fuga y tratar de atravesar el cerco del Ejército Rojo soviético del área de Berlín. Se unieron con Ziegler y un grupo mayor de tropas de la Nordland. Cruzaron el Spree justo antes del amanecer. Cerca de la estación de ferrocarril de Gesundbrunnen fueron atacados intensamente y Ziegler fue herido. Ziegler murió de sus heridas el 2 de mayo de 1945.

## Condecoraciones
- Cruz española en Oro con Espadas (31 de mayo de 1939)
- Cruz de Hierro (1939)
  - 2.ª Clase (23 de septiembre de 1939)[7]
  - 1.ª Clase (28 de junio de 1940)[7]
- Cruz Alemana en Oro el 14 de marzo de 1943 como Oberstleutnant im Generalstab (en el Estado Mayor) del XXXIX. Panzerkorps[8]
- Cruz de Caballero de la Cruz de Hierro con Hojas de Roble[1]
  - Cruz de Caballero el 5 de septiembre de 1944 como SS-Brigadeführer y comandante de la 11. SS-Freiwilligen-Panzergrenadier-Division Nordland[9]
  - (848.ª) Hojas de Roble el 28 de abril de 1945 como SS-Brigadeführer y comandante de la 11. SS-Freiwilligen-Panzergrenadier-Division Nordland[9][Note 1]